# رومالدکرک
رومالدکرک (به انگلیسی: Romaldkirk) یک روستا و محله مدنی در بریتانیا است که در County Durham واقع شده‌است. رومالدکرک ۱۶۹ نفر جمعیت دارد.